# Max Henze
Max Henze (ur. 23 września 1899 w Köthen; zm. 10 marca 1951 w Bydgoszczy) – niemiecki zbrodniarz wojenny, Brigadeführer SS.
Z zawodu był kupcem, jako ochotnik uczestniczył w I wojnie światowej. Przed wybuchem II wojny światowej pełnił różne funkcje w strukturach SS w Berlinie, kierował także policją w Kassel. Od 12 października 1939 r. pełnił funkcję prezydenta policji w Bydgoszczy, ponosi odpowiedzialność m.in. za Egzekucje w fordońskiej „Dolinie Śmierci”. Później był także prezydentem policji w Gdańsku, a w 1941 r. przeniesiono go na takie stanowisko w Essen. W latach 1933-1945 był także posłem do Reichstagu.      
Po wojnie alianci aresztowali go i przekazali Polsce. 
Za swoje zbrodnie został skazany w Bydgoszczy na karę śmierci i stracony 10 marca 1951 r. W tym samym procesie na karę śmierci skazano także Richarda Hildebrandta.

## Literatura
- Ernst Klee: Das Personenlexikon zum Dritten Reich. Fischer-Taschenbuch-Verlag, Frankfurt am Main 2007, ISBN 978-3-596-16048-8.
- Erich Stockhorst: 5000 Köpfe. Wer war was im Dritten Reich. Arndt, Kiel 2000, ISBN 3-88741-116-1.